# Girls In The House
Girls In The House é uma websérie de comédia e mistério brasileira criada por Raony Phillips em formato sitcom, que estreou em 19 de Novembro de 2014 no YouTube. A série é conhecida por seu humor ácido e personagens icônicos. A produção se destaca por ser feita inteiramente no jogo eletrônico The Sims 4, o que dá um toque único à narrativa.
A série é totalmente produzida, escrita, dublada e dirigida por Raony Phillips, baseada numa série de quadrinhos escrita pelo mesmo em 2008, chamada "Girl Power".

## Premissa
A websérie gira em torno das vidas de Duny, Alex e Honey, três mulheres que, ao trabalhar e morar da pensão da Tia Ruiva, uma mulher misteriosa que nenhuma das três nunca chegou a ver pessoalmente, se veem perdidas em um ninho de segredos, confusão e comédia.

## Trilha sonora
A trilha sonora da série foi lançada oficialmente em 15 de Agosto de 2016, dentro do YouTube pelo canal de músicas Cosmic Loona.

## Ligações Externas
- Canal de Raony Philips no YouTube